# Cajones, Morelos
Cajones är en ort i Mexiko.   Den ligger i kommunen Amacuzac och delstaten Morelos, i den sydöstra delen av landet, 100 km söder om huvudstaden Mexico City. Cajones ligger 897 meter över havet och antalet invånare är 554.
Terrängen runt Cajones är varierad. Runt Cajones är det ganska tätbefolkat, med 214 invånare per kvadratkilometer. Närmaste större samhälle är Zacatepec, 18,6 km nordost om Cajones. Omgivningarna runt Cajones är en mosaik av jordbruksmark och naturlig växtlighet.